# Laura Dekker
Laura Dekker   (Whangarei, 20 de setembre de 1995) és una marinera neozelandesa nascuda neerlandesa. En 2009, va anunciar el seu pla per esdevenir la persona més jove a circumnavegar el globus en solitari, cosa que acomplia a començaments del 2012.
Una cort holandesa hi va intervenir, a causa de les objeccions de les autoritats locals, i va impedir que Dekker se'n anara sota la custòdia compartida dels seus pares. El juliol de 2010, un tribunal de família holandés va posar fi a este acord de custòdia, i l'intent sense precedents finalment va començar el 21 d'agost de 2010. Dekker va completar amb èxit la circumnavegació en solitari en un quetx de dos pals i d'11.5 metres, i arribà a la Llacuna de la Badia de Simpson, Sint Maarten, 518 dies més tard, a l'edat de 16 anys.

La ruta de la circumnavegació en solitari de Dekker

## Biografia
Dekker va néixer en la ciutat de Whangarei, Nova Zelanda, durant la navegació al llarg de set anys que havien emprès els seus pares: Dick Dekker, holandès, i Babs Müller, alemanya.
Dekker té ciutadania holandesa, alemanya, de Nova Zelanda. Els seus pares es van divorciar el 2002. Va viure amb el seu pare després de la separació, mentre que la seva germana més jove, Kim, anava a viure amb la seua mare.
Dekker va dedicar els primers cinc anys de la seua vida a la mar, navegant sovint amb el pare després del retorn de la família als Països Baixos. Ha tingut diverses barques, totes anomenades Guppy. La primera era un Optimist que va rebre pel seu sisè aniversari, i amb el qual prompte va aprendre a navegar en solitari, inicialment acompanyada pel seu pare en una taula de windsurf.
Pel seu vuitè aniversari (el 2003), li van regalar el llibre Maiden Voyage, les memòries de la volta al món navegant, de Tania Aebi.
A l'estiu de 2006, després d'assistir el seu pare en una cursa de navegació de 24 hores a bord d'un Hurley 700 d'un amic, va rebre permís del propietari per manllevar la barca per a ús personal, a canvi de netejar-la i fer-li el manteniment. Segons la llei holandesa el límit per a capitanejar menors de 16 anys era de 7 m. Navegant sovint, va batejar esta barca també amb el nom de Guppy. A l'estiu de 2007, el va agafar en la més ambiciosa navegació de sis setmanes al voltant del mar de Wadden, acompanyada pel seu gos Spot.
A l'hivern següent, Dekker va buscar el seu propi Hurley 700, i va comprar-ne un amb un préstec del seu pare. Aquesta barca fou també batejada com a Guppy, i va passar les vacances d'estiu de 2008 a bord, navegant al voltant dels Països Baixos.

### 2009, viatge a Anglaterra
El curs escolar següent va començar la preparació de Guppy per a la navegació a mar obert, amb l'objectiu de fer la volta al món. Al març, el seu pare li va dir que per obtenir experiència en mar obert podia fer una primera navegació a Anglaterra. Allò pretenia desanimar-la; els corrents forts, el mal temps, i la navegació pesada fan el Canal de la Mànega notòriament difícil per als velers.
Va dedicar les següents vuit setmanes a preparar el vaixell per a aquell viatge. En la vesprada del divendres 1 maig, a l'inici d'unes vacances escolars de 12 dies, va començar la navegació a Maurik sense especificar a casa una destinació concreta.
Va navegar a la costa i va arribar a Maassluis la tarda del dissabte. La matinada del diumenge va creuar el canal, però els vents dèbils van retardar la seua arribada fins al matí del dilluns. Un cop atracada a Lowestoft, va enviar des d'una biblioteca local un missatge per correu electrònic comunicant el seu èxit.
Les autoritats locals van demanar al seu pare que l'acompanyara en el seu viatge de retorn. Tot i que son pare va respondre que ella podia tornar navegant tota sola, les autoritats locals la van instal·lar en un orfenat fins que va venir a recuperar-la; la va retornar a la barca i ell va volar cap a casa. Abandonava Anglaterra el dilluns 11 de maig. Aquesta vegada, amb un vent fort (fins a força 7), el viatge de retorn fou molt més ràpid: assolí Rotterdam el matí del 12è dia i arribava a casa aquell vespre.

## Plans per a una circumnavegació global
L'agost de 2009, Dekker va anunciar en el diari nacional holandès Algemeen Dagblad el seu pla per a fer un viatge de dos anys navegant en solitari al voltant del globus. El seu pare li donava suport als seus plans. Dekker planejava per navegar un quetx 38-ft d'alta mar, que també va anomenar Guppy. La barca va ser equipada per a la navegació de llarga distància i adaptada per a la circumnavegació en solitari. La ruta planejada començava a Portugal cap a l'oest, per creuar el Carib, seguir per Panamà i després cap a Indonèsia. Evitava passar per Somàlia, la Mediterrània, o al voltant d'Àfrica, per la seriosa preocupació que suposava la pirateria. El seu pla era fer al voltant de 26 aturades.
El pla original demanava trobar-se amb Dekker a 14 ubicacions per l'equip de suport, el qual també l'ajudaria al llarg de punts difícils com el Canal de Panamà. En realitat, per raons de cost, els membres de la família la van poder veure només cinc vegades, ja que la van assistir altres mariners que havia anat coneixent, per exemple a través del Canal Panamà. El pla tenia preveia no navegar més de tres setmanes seguides entre aturades. Després d'Austràlia va decidir ometre algunes aturades així que en realitat va fer dues tirades de 6–7.
Un sistema de seguiment d'Iridium a bord va permetre que un equip als Països Baixos controlara la seua ruta de prop. Va planejar evitar les tempestes Quaranta rugents (tot i que la ruta de Sud-àfrica la va portar com a mínim a una tempesta) i la temporada d'huracans (que va passar a les Illes Canàries) durant la qual va volar a casa per estudiar.
La seua educació va ser a través del Wereldschool (Worldschool), una institució educativa que li va proporcionar material per a l'auto-aprenentatge.
Des del principi de la seua circumnavegació en solitari, a finals d'agost de 2010, Laura va escriure una columna setmanal per al Algemeen Dagblad, de Rotterdam.

## Objeccions governamentals
Les autoritats locals a Wijk bij Duurstede, el seu lloc de residència, van mostrar-hi objeccions i l'Oficina de Benestar del Nen va implicar-s'hi. Una sentència del tribunal familiar va col·locar Dekker sota custòdia parental compartida amb el Consell per a la Cura dels Nens, que va aturar la seua sortida. La custòdia compartida era fins a juliol de 2010, però una gestió de l'agència de protecció del nen la va estendre fins com a mínim agost d'aquell any.
El pla de Dekker i la intervenció del govern va obtenir un extens ressò internacional. Els assumptes discutits, a banda d'assumptes personals, era quina potestat tenia el govern a intervenir quan els menors s'involucren en comportaments arriscats amb el suport dels pares.
Segons les normes d'embarcament holandeses, està prohibit que un capità menor de setze anys navegue amb un vaixell de més de set metres a les aigües holandeses; per això Dekker no podria utilitzar la barca per qualsevol excursió en solitari als Països Baixos fins al 2012. No obstant això, la circumnavegació no començaria als Països Baixos, per la qual cosa les normes navals holandeses no regien per al seu viatge.
El 18 de desembre de 2009, un membre de la família de Dekker va informar de la seua desaparició a la policia.
Hi havia una carta de comiat per al seu pare, encara que el seu vaixell es va quedar al port de Maurik. El 20 de desembre, Dekker va ser trobada sana i estàlvia a Sint Maarten. Dos dies més tard va retornar a Amsterdam, on va ser interrogada per la policia.
El 26 de desembre de 2009, un altre tribunal dels Països Baixos anul·lava les objeccions dels treballadors socials i li permetia començar la seua circumnavegació el setembre de l'any següent, quan faria 15 anys.
El 27 de juliol de 2010, el tribunal holandès acabava la supervisió de Dekker, i va decidir que foren "els pares qui decidiren sobre si la noia podia fer el viatge." Dekker va informar que ella eixiria "en dues setmanes".
Dekker més tard comentava sobre les autoritats en una entrevista, dient "van pensar que era perillós. Bé, a tot arreu és perillós. Ells no naveguen i no saben el que són les barques, i ells estan espantats."
A Austràlia, Dekker va donar una entrevista en la que va admetre que no estava fent molts deures, perquè estava ocupada amb la navegació, manteniment, procediments de duana i altres tasques relacionades amb el seu viatge. Això va portar a la premsa i altres comentaristes a que suggeriren que havia abandonat l'escola i tirat els llibres escolars per la borda. Va tractar de puntualitzar allò, dient que no havia deixat d'estudiar totalment i que continuaria els seus estudis acadèmics després de retornar als Països Baixos.
El 14 d'octubre de 2011, Dekker va ser nominada per al trofeu Conny Van Rietschoten, un premi molt prestigiós de navegació a Holanda, en la categoria de navegació d'oceà.
Previ al viatge de Dekker, la premsa de navegació va ser força escèptica, però va ser més positiva durant el viatge, i la va aclamar després de creuar l'Oceà Índic i que passara el Cap de Bona Esperança. El mitjans de comunicació generalistes en els països que va visitar sovint estaven impressionats, sobretot en les etapes més tardanes. Mitjans de comunicació generals en els Països Baixos majoritàriament va evitar escriure durant el seu viatge. Una excepció fou el diari Algemeen Dagblad qui va tenir una columna setmanal sobre el viatge i va mostrar un enllaç a l'inici de la seua web a una col·lecció d'articles sobre la marinera adolescent. Tanmateix, el 4 de gener de 2012, la premsa holandesa i alemanya començaren a escriure molt més sobre ella, tots dos sobre el fet que aviat seria esperada per acabar la circumnavegació, i sobre el fet que no va voler retornar als Països Baixos, i establir-se a Nova Zelanda. Després de l'arribada el 21 de gener de 2012, hi hagueren articles en els diaris a tot el món.

## Vaixell

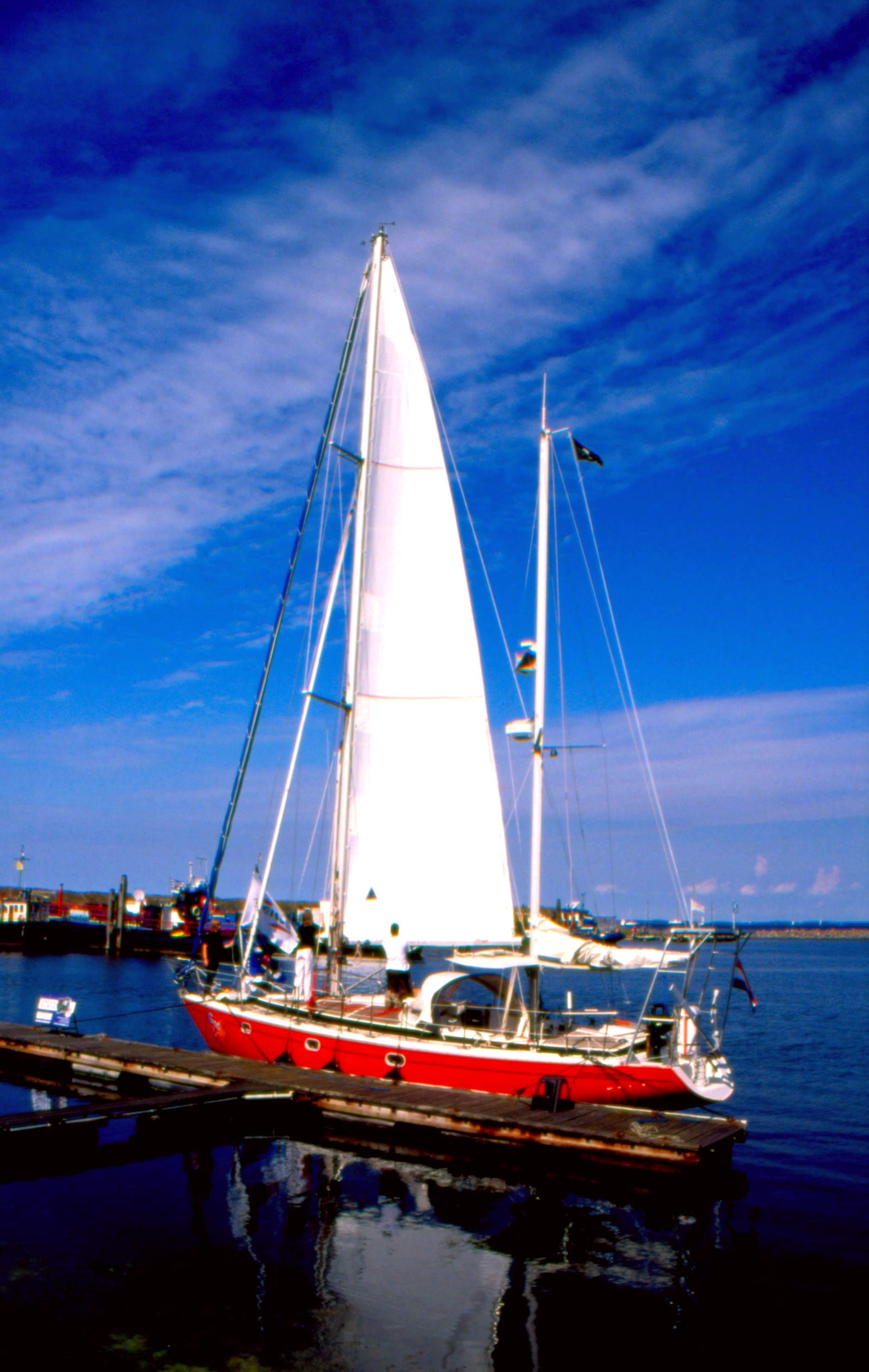
Iot "Guppy" a Den Osse, Països Baixos, el 3 d'agost de 2010

Dekker va fer servir un Jeanneau Gin Fizz, quetx francès de 12.3 metres i dos pals, el qual Laura va anomenar Guppy, com les seues barques anteriors.
Al principi del projecte, Dekker planejava per navegar un Hurley 800, que li deixava un patrocinador. Aquest Guppy tenia una longitud de 8.30 metres i una biga (amplada) de 2.75 metres (9 ft). Al febrer de 2010 ella i el seu pare van adquirir la barca que va fer servir per a la circumnavegació. Va necessitar un minuciós recondicionament.

## 2010–2011: circumnavegació en solitari
Dekker va sortir de Den Osse, als Països Baixos, el 4 d'agost 2010, i va seguir per Portugal. Aquest segment no va constituir part de la circumnavegació en solitari, ja que el seu pare era a bord per ensinistrar-la i provar la barca nova. El pla publicat era que el viatge en solitari començaria a Lisboa. En comptes d'això, Dekker i el seu pare navegaren a Portimão, arribant-hi el 15 d'agost. Va navegar amb altres de Portimão fins a Gibraltar el 18–20 d'agost, perquè segons la llei portuguesa, ella era massa jove per a estar formalment qualificada per a capitanejar el seu vaixell (Gibraltar és territori britànic subjecte a la llei britànica, encara que Dekker va fer la seua sortida de Gibraltar en secret per tal d'evitar la premsa i qualsevol policia marítima).

## La fundació
Laura Dekker ha creat la Laura Dekker World Sailing Foundation, que es constituí per proporcionar programes per als joves per desenvolupar habilitats de vida com el treball en equip, la confiança en ells mateixos, la responsabilitat o la creativitat amb projectes de navegació pel món.